# Rust and Bone
Xe lăn và xương máu (tiếng Pháp: De rouille et d'os), phim Pháp -Bỉ,dựa trên truyện ngắn cùng tên của Craig Davidson, do Jacques Audiard đạo diễn, và sự tham gia của Marion Cotillard và Matthias Schoenaerts, cạnh tranh giải Cành cọ vàng tại Liên hoan phim Cannes 2012, đoạt giải phim hay nhất Liên hoan phim London năm 2012.

## Diễn viên
- Marion Cotillard as Stéphanie
- Matthias Schoenaerts as Ali
- Bouli Lanners as Martial
- Céline Sallette as Louise
- Corinne Masiero as Anna
- Alex Martin
- Tibo Vandenborre
- Mourad Frarema as Foued
- Jean-Michel Correia as Richard